# Журавський Дмитро Петрович
Дмитро́ Петро́вич Жура́вський (нар. 1810, Могильовська губернія, Російська імперія — пом. 23 листопада 1856, Київ, Російська імперія) — статистик Російської імперії.

## Життєпис
Дмитро Петрович Журавський народився 1810 року у Могильовській губернії Російської імперії.
У 1829 закінчив Петербурзький кадетський корпус. Працював під керівництвом найближчого радника імператора Росії Олександра I Михайла Сперанського, брав участь у складанні Зводу законів Російської імперії. Працював над «Энциклопедическим лексиконом» А. Плюшара.
У 1837 перейшов на службу до Міністерства державних маєтностей і переїхав до Кам'янця, потім до Одеси. У 1841—42 працював у Варшаві, згодом управляв маєтками Наришкіна в Саратовській губернії.
1845 року переїхав до Києва, де поступив до канцелярії київського губернатора чиновником з особливих доручень і займався статистикою Київської губернії. Від 1851 і до кінця життя був ученим секретарем Комісії опису київського навчального округу і редактор статей від Комісії. Виділяв і заповів кошти на викуп із кріпацтва селянських сімей.
Був похований на Першому Християнському цвинтарі. 1937 року комуністичною владою цвинтар було зруйновано. На його місці був відкритий «Парк Ілліча» з розважальними атракціонами, а частина була передана місцевому зоопарку. Нині достеменно відомо лише про деякі перепоховання зі Старого цвинтаря, а дані про перепоховання Журавського відсутні.

## Твори
Основна праця «Статистичний опис Київської губернії» (СПБ, 1852); робота Журавського мала велике значення для розвитку статистики. Праця Журавського мала і етнографічний характер.
Інші опубліковані роботи:
- «Об источниках и употреблении статистических сведений» (Київ, 1846)
- «Материалы для статистики частных имуществ и кредита. I. О кредитных сделках в Киевской губернии» (Київ, 1856)
- «Статистическое обозрение расходов на военные потребности в 1711—1825» (СПб., 1859).